# Ragazzo accovacciato

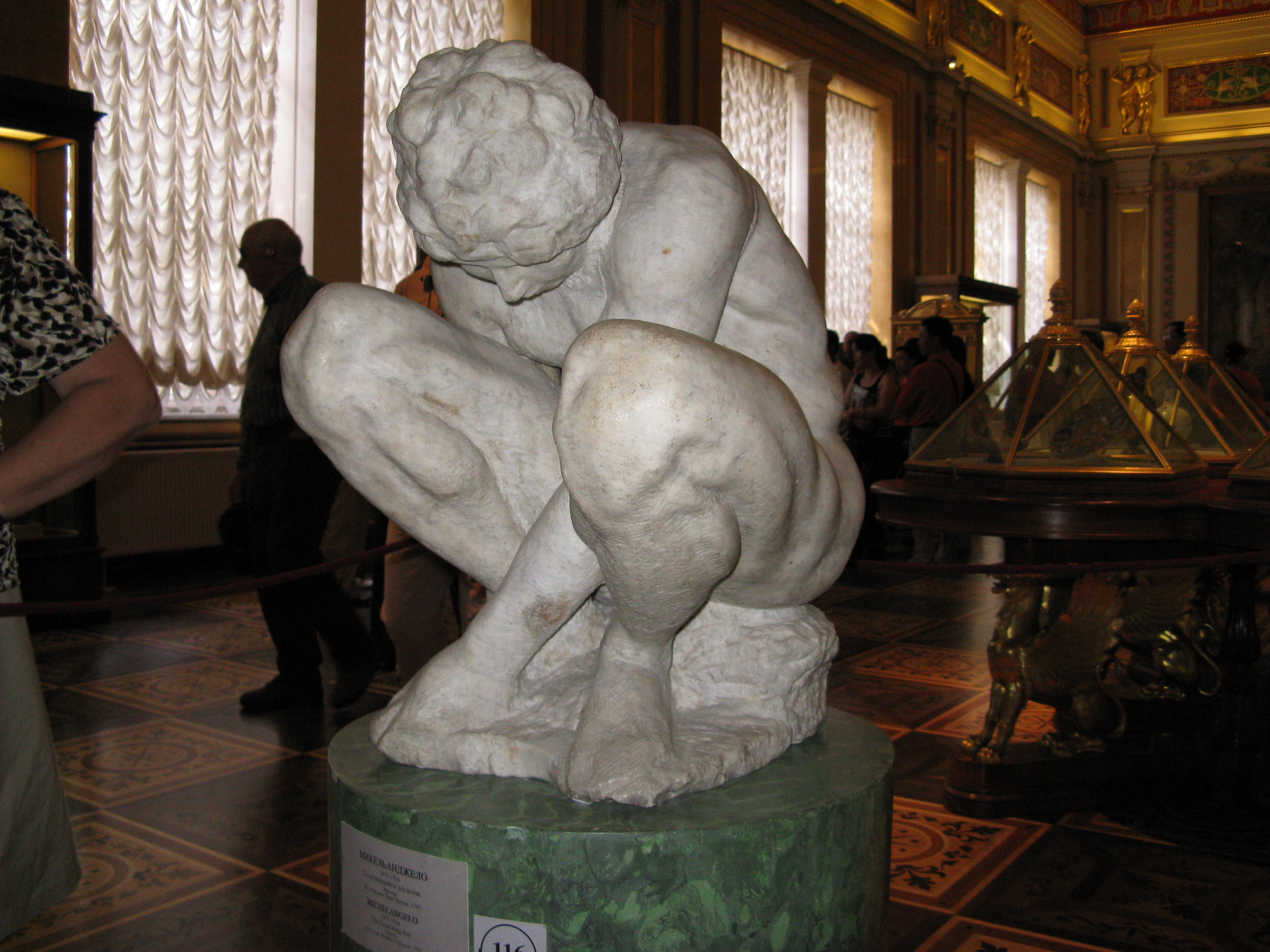
Altra veduta

Il Ragazzo accovacciato (o Giovane accosciato) è una scultura marmorea (h. 54 cm) attribuita a Michelangelo Buonarroti, databile al 1524 circa e custodita nel Museo dell'Ermitage di San Pietroburgo.

## Storia
L'opera non è ricordata in nessuna delle fonti biografiche su Michelangelo, né in documenti della sua epoca. Appartenuta ai Medici, la scultura fu acquistata dal banchiere John Lyde Browne, un collezionista inglese incaricato dalla zarina Caterina II di procurarle in Europa delle opere da aggiungere alle sue collezioni. Pervenuta all'Accademia artistica di Pietroburgo, passò dal 1851 al museo attuale.
Solo in epoca recente l'opera è stata attribuita a Michelangelo. Questo è stato possibile grazie all'intuizione della studiosa tedesca Anny E. Popp, che nel 1923 la mise in relazione con un disegno, già allegato a una lettera del 1526 di Leonardo Sellaio indirizzata a Michelangelo, e oggi conservato al British Museum di Londra: in esso si vede il primo progetto per la Sagrestia Nuova della Basilica di San Lorenzo (Firenze), con due figure accovacciate, collocate di profilo all'interno di nicchie, una delle quali somiglia al Ragazzo accovacciato.
Altre ipotesi legano invece l'opera alla tomba di Giulio II, in particolare a una fase vicina al Genio della Vittoria, con proposte di datazione che oscillano tra il 1524 e il 1530, con una preponderanza per il primo. Solo Frey ipotizzò di riferirlo a un periodo giovanile, verso il 1497-1500. Altri hanno espresso dubbi sull'autografia: per Charles de Tolnay è opera di allievi del maestro, per Wittkower di Pierino da Vinci.

## Descrizione e stile
La scultura raffigura un giovane di circa venti anni completamente nudo, ripiegato su se stesso, forse intento a togliersi una spina dal piede, in analogia col gruppo antico dello Spinario. Da un punto di vista allegorico si è cercato di spiegare l'opera come il simbolo di un'anima "non nata", destinata al limbo, oppure come un genietto funerario, o ancora come un giovane guerriero o un prigioniero, che ricordasse le imprese militari dei duchi medicei.
L'opera non è completamente rifinita, ma sono comunque ben riconoscibili i tratti del viso, i capelli e le forme del corpo. Se la posa rimanda all'antichità, l'impressione suscitata da questa immagine di un uomo oppresso e piegato, nel fisico e nello spirito, è di straordinaria modernità.

## Galleria d'immagini

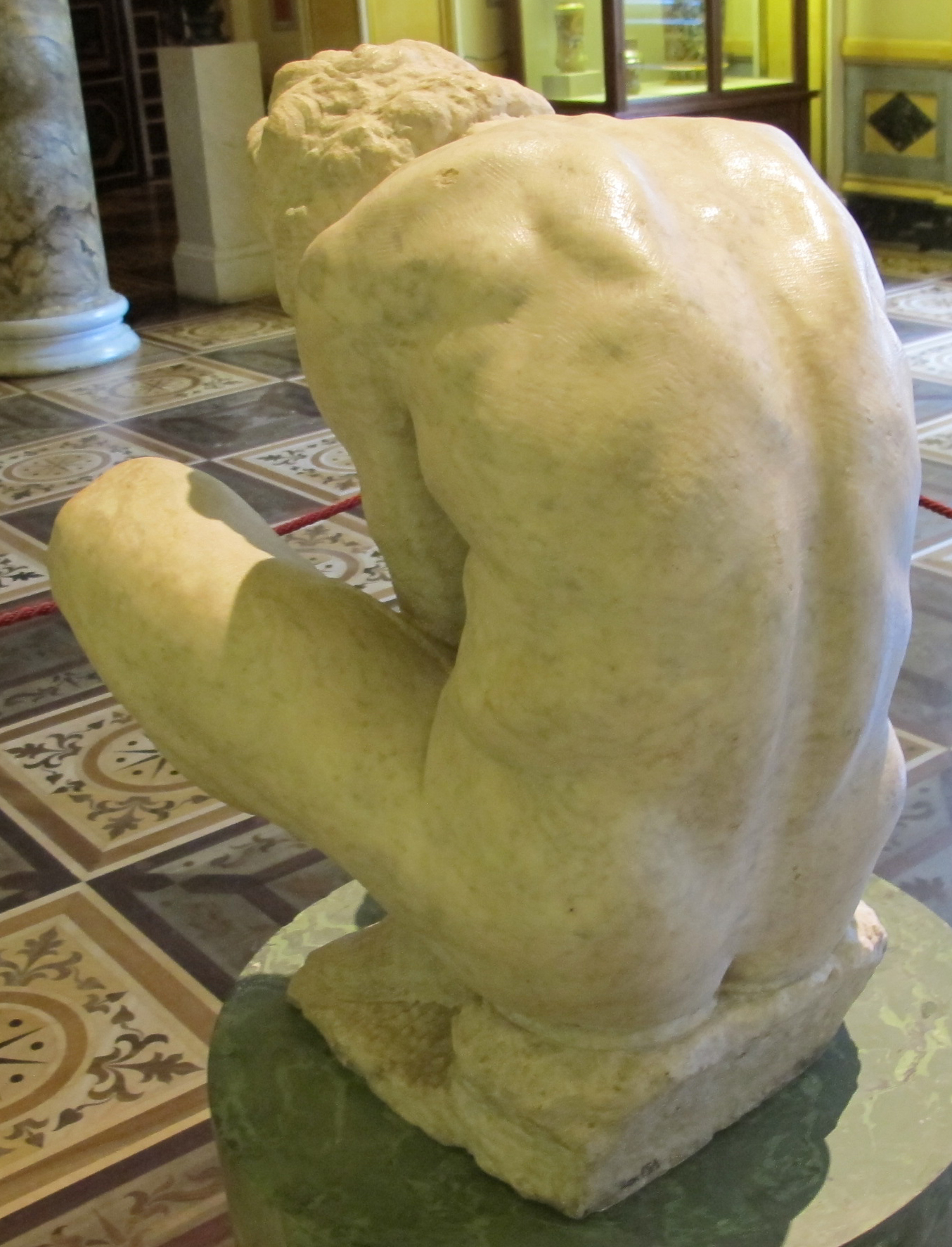
Veduta posteriore
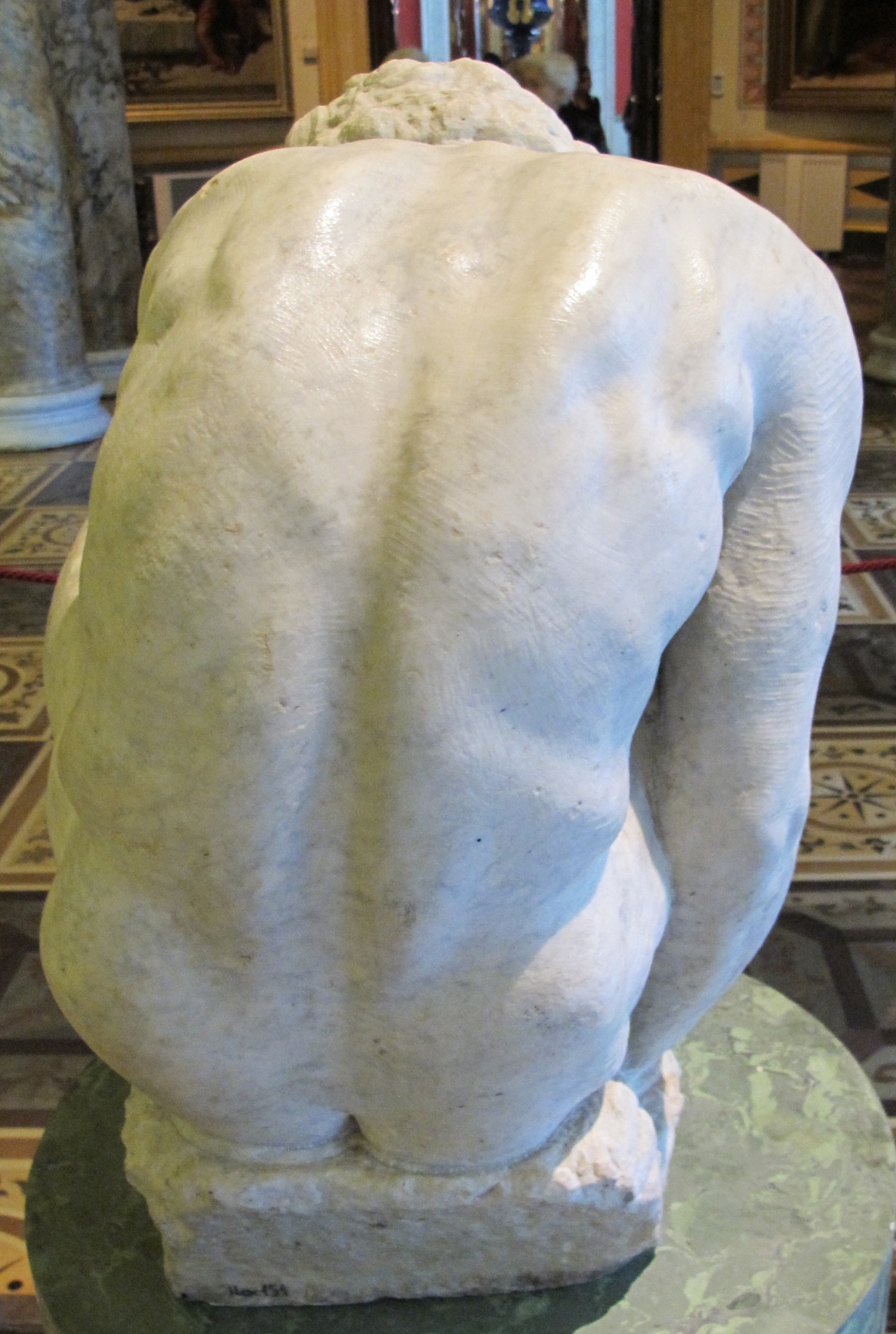
La schiena
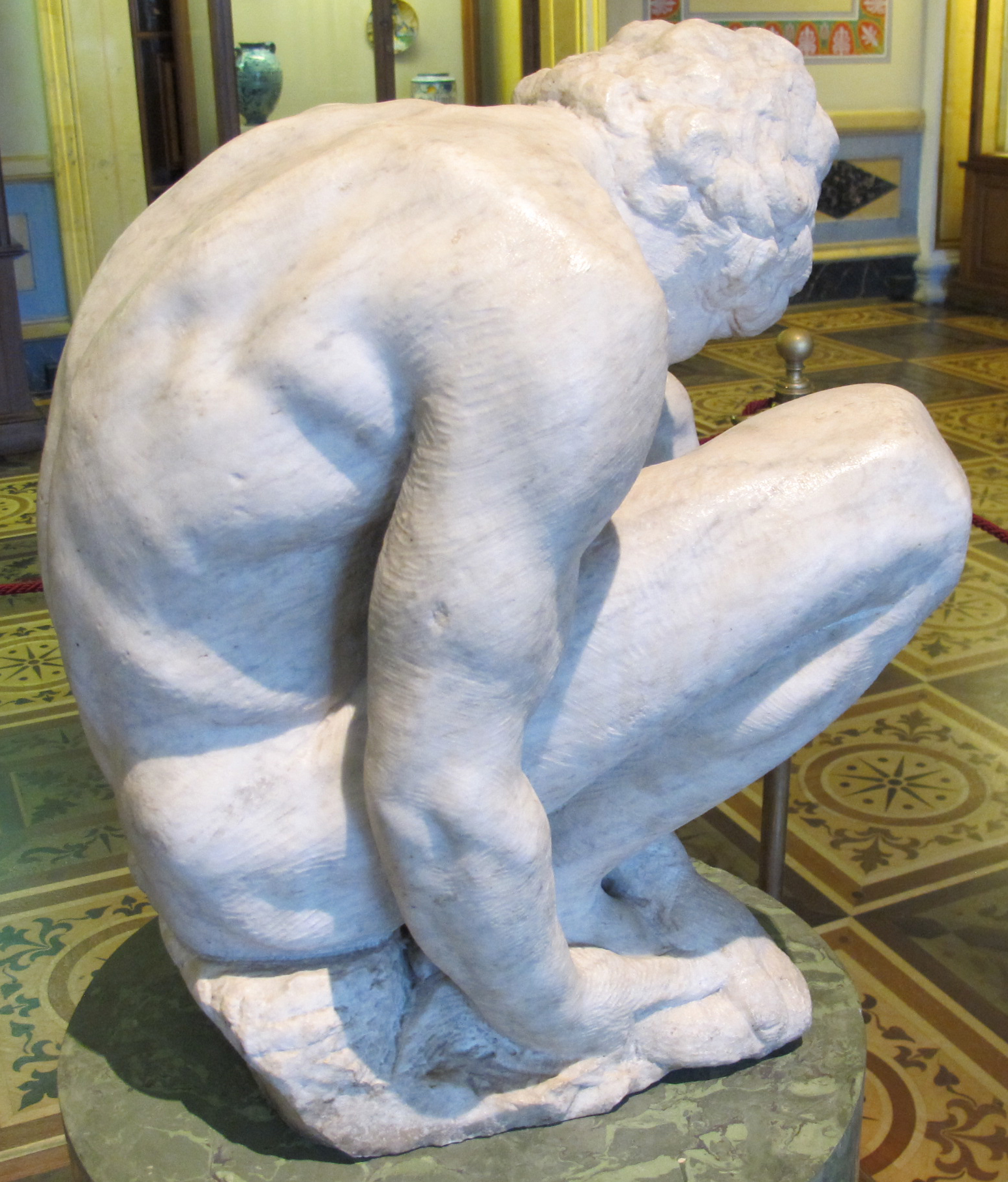
Veduta laterale
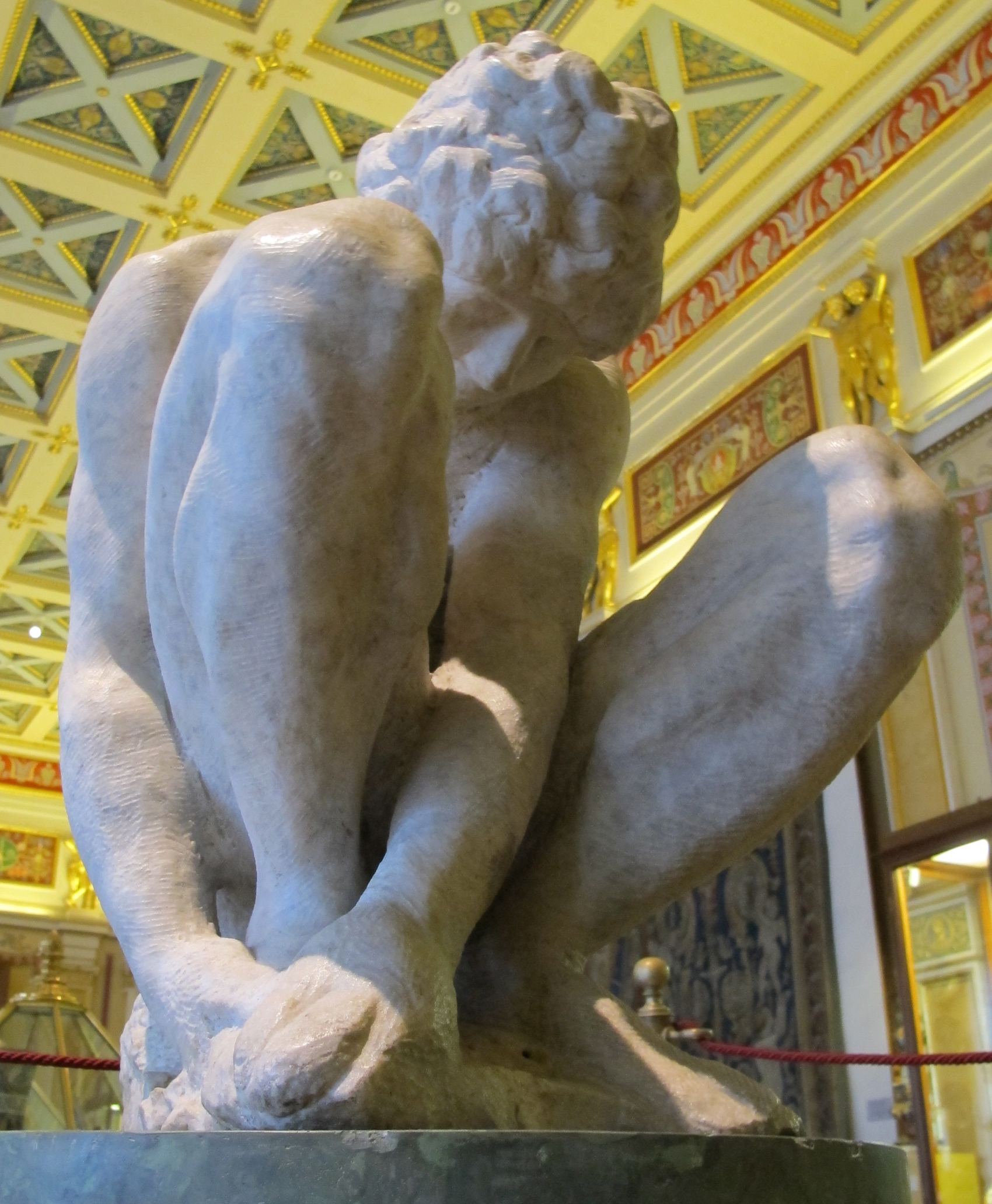
Veduta frontale